# Dufourea pilotibialis
Dufourea pilotibialis är en biart som först beskrevs av Wu 1987.  Dufourea pilotibialis ingår i släktet solbin, och familjen vägbin. Inga underarter finns listade i Catalogue of Life.